# 이은민
이은민 (1982년 ~ )은 대한민국의 가수이다.

## 학력
- 안양예술고등학교 연극영화과 졸업

## 음반
- 1999년 215 Dream

## 출연작
- 2006년 KBS2 어린이 드라마 《화랑전사 마루》- 준정 역

## 음반 외 활동
- 1999년 10월초에 '215의 외침'으로 데뷔한 이은민은 막연히 연예인을 꿈꿔오던 여고생 (안양예고 2학년)이었다. 잡지에 낸 프로필 사진을 본 제작자와의 만남으로 가수가 된 그녀는 가수 전속금으로 받은 1000만원을 성폭력 피해를 입은 여학생을 돕기 위해 '청소년을 위한 내일여성센터'에 기탁해 화제를 모았다. 이후 2006년 어린이 드라마  화랑전사 마루를 끝으로 연예계를 떠난것으로 알려졌다.